# Administración de Alimentos y Medicamentos

Logotipo de la Administración de Alimentos y Medicamentos de Estados Unidos.

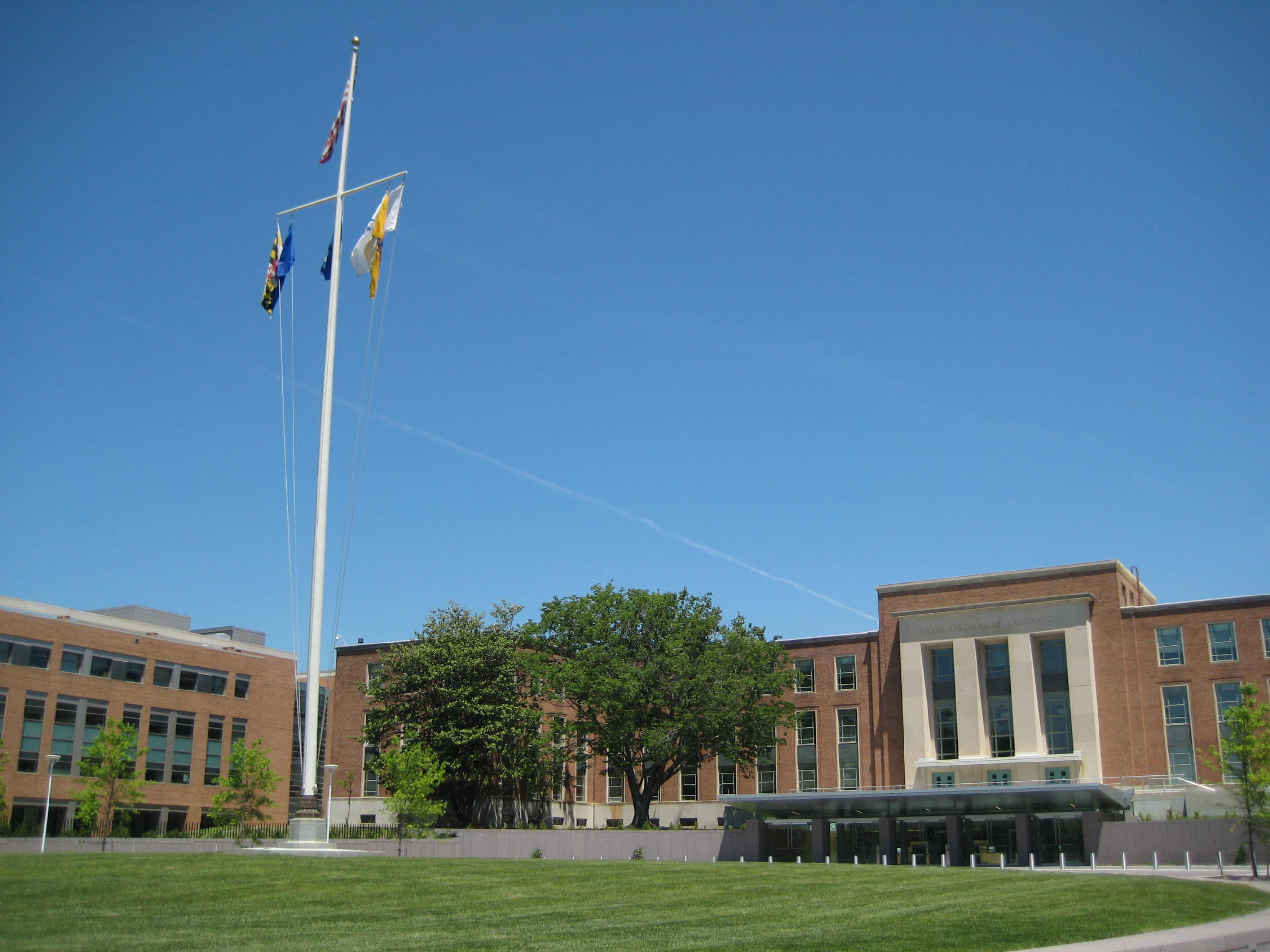
Oficina del comisionado de la FDA en Silver Spring (Maryland).

La Administración de Alimentos y Medicamentos (Food and Drug Administration, FDA) (o Administración de Medicamentos y Alimentos) es la agencia del Gobierno de los Estados Unidos responsable de la regulación de alimentos (tanto para personas como para animales), medicamentos (humanos y veterinarios), cosméticos, aparatos médicos (humanos y animales), productos biológicos y derivados sanguíneos

## División institucional
La Administración de Alimentos y Medicamentos es una división del Departamento de Salud y Servicios Humanos, el cual es a su vez uno de los 15 departamentos (ministerios) del gobierno de los Estados Unidos. La FDA está dividida en 6 centros mayores:
- CBER (Centro de Evaluación Biológica e Investigación).-
- CDRH (Centro de Aparatos y Salud Radiológica).-
- CDER (Centro de Investigación y Evaluación de Medicamentos).-
- CFSAN (Centro de Seguridad de Alimentos y Nutrición Aplicada).-
- CVM (Centro de Medicina Veterinaria).-
- CTP (Centro de Productos de Tabaco) .-

Cada uno de estos centros tiene su propio origen e historia; el científico el más antiguo, el CBER, es el responsable de regular productos sanguíneos, vacunas y, últimamente, tratamientos con células madre y terapias génicas. El CDER regula los medicamentos para humanos y, normalmente, es el centro más importante.-
Está actualmente dirigida por el comisionado Stephen Hahn, que ocupa el puesto desde el 17 de diciembre de 2019, tras haber sido propuesto por Donald Trump y ser aprobado por el Congreso. 

## Obligaciones y competencias
El supremo mandato de la FDA es regular la multitud de productos medicinales de una manera tal que garantice la seguridad de los consumidores estadounidenses y la efectividad de los medicamentos comercializados. El presupuesto de la FDA para aprobar, etiquetar y controlar medicamentos es de unos 290 millones de dólares al año. Los "Equipos de Revisión" emplean alrededor de 1900 empleados que evalúan los nuevos medicamentos. El "Equipo de Seguridad" cuenta con 72 empleados para determinar si un nuevo medicamento es inseguro o presenta riesgos no declarados en la ficha técnica del producto. El Equipo de Seguridad controla los efectos de más de 3000 medicamentos de venta con receta sobre una población de 200 millones de personas con un presupuesto de $15 millones de dólares.
La FDA requiere que cada nuevo medicamento sea evaluado a través de una serie sucesiva de 4 fases de ensayos clínicos, siendo la fase 3 la más extensa, y en la que se realizan pruebas en 1000 a 3000 pacientes.
Un aspecto de su jurisprudencia sobre alimentos es la regulación del contenido sobre indicaciones sanitarias en las etiquetas de los alimentos. Sin embargo, debido a que la regulación del contenido de las etiquetas se relaciona a la Primera Enmienda, la FDA debe equilibrar las preocupaciones sobre la Salud Pública con el derecho a la libertad de expresión. Daniel Troy, Jefe Consejero de la División de Drogas y Alimentos de agosto de 2001 a noviembre de 2004, aumentó la atención de la agencia en cuestiones relativas a la primera enmienda. de estos productos solamente después de que estos han colocado productos inseguros en el mercado. Sin embargo, ciertos alimentos (como fórmulas infantiles o alimentos de uso médico) son considerados Alimentos Especiales, dado que son consumidos por poblaciones altamente vulnerables y, por ende, son más estrictamente vigilados que la mayoría de los suplementos alimenticios.
De acuerdo con la Small Business Guide to FDA (Pequeña Guía de Negocios para la FDA):
- "Cualquier persona puede solicitar o requerir a la FDA nuevas políticas o el cambio de éstas bajo las políticas de la 21 CFR (Código de Regulaciones Federales) Parte 10.30".

Esta política es llamada Citizen's Petition (o Petición Ciudadana"), la cual es un método utilizado para cuestionar, impugnar o rechazar aprobaciones específicas de la FDA.
La revista "FDA Consumer" fue publicada por primera vez en 1989 con el fin de difundir información de como mejorar y mantenerse sano.

## Historia
- 1906: Theodore Roosevelt durante su presidencia firma la Ley de Pureza de Alimentos y Medicamentos que autoriza al gobierno federal a inspeccionar las empresas de alimentación y obliga a los fabricantes a especificar la lista de ingredientes .Esta decisión se debió a una novela de Upton Sinclair "The Jungle" que trata sobre las condiciones de trabajo en la industria del empaquetado de carne de Chicago.
- 1927: La "Oficina de Química" es reorganizada en dos entidades. Las funciones regulatorias se investen en la "Food, Drug and Insecticide Administration" (Administración de Alimentos, Medicamentos e Insecticidas) y las no regulatorias en la "Bureau of Chemistry and Soils" (Oficina de Química y Desechos).
- 1930: El nombre "Food, Drug and Insecticide Administration" es recortado a "Food and Drug Administration" (FDA) (Administración de Alimentos y Medicamentos) bajo la Ley de Adecuaciones Agriculturales (Agricultural Appropriations Act).
- 1938: Más de 100 personas mueren después de haber consumido un elíxir sulfanilamida con sabor a frambuesa, el cual había sido introducido al mercado por la S.E. Massengill Company sin las pruebas correspondientes. Alrededor del 70% del elixir era dietilenglicol, producto altamente tóxico. Como consecuencia del escándalo y protesta públicos se promulgó la "Ley Federal de Alimentos, Medicamentos y Cosméticos de Estados Unidos" (Federal Food, Drug, and Cosmetic Act) de 1938, la cual daba poder a la FDA de examinar todos los nuevos medicamentos antes de ser introducidos en el mercado interestatal.
- 1962: Se aprueba por el Congreso la Enmienda Kefauver-Harris, que requería "límites más estrictos para las pruebas y la distribución de nuevos medicamentos",[4] para evitar problemas semejantes a los producidos por la talidomida. La enmienda reconoció también, por vez primera, que "la eficacia debería ser establecida antes de su comercialización".[5] La doctora Frances Oldham Kelsey, revisora de la FDA que bloqueó la salida al mercado del fármaco en Estados Unidos, desempeñó un papel clave en la elaboración y aplicación de las enmiendas.[6]
- 1990: La FDA promulga las regulaciones que prohíben los "regalos de valor substancial" a los doctores por parte de las compañías farmacéuticas. Regalos menores (comidas, viáticos y viajes) no fueron prohibidos.
- 1992: El Congreso promulga una nueva ley que creará un proceso de aprobación más rápido para legalizar nuevos fármacos. La FDA debe contratar más investigadores y acelerar las revisiones sin sacrificar las pruebas y estudios adecuados. La industria farmacéutica debe pagar tasas por cada solicitud de estudio de nuevos fármacos.

Al medicamento se le otorga un estatus de "aprobación por la vía rápida" ("fast-track" en inglés) si cumple con necesidades médicas no cubiertas por los medicamentos existentes. El tiempo de aprobación disminuyó de 30 a 12 meses, en promedio. El 60% de los nuevos fármacos entran al mercado de los Estados Unidos antes que en cualquier otro país. Antes de ser aprobada esta ley, cuando el proceso de aprobación era más lento, un mayor número de fármacos nuevos fueron comercializadas en otros países primero.
- 1995: Se asigna la FDA el sitio que ocupaba anteriormente el Naval Ordnance Laboratory en White Oak, Maryland, para ser sus oficinas generales.[7] Sin embargo, reducciones en el presupuesto de la FDA han retrasado la mudanza de muchas de las oficinas de la FDA.
- 1997: La FDA aligera las restricciones sobre publicidad comercial. Se permite a las compañías farmacéuticas destinar menos tiempo a la descripción de riesgos y efectos secundarios en comerciales de televisión. El aumento en los anuncios de televisión para medicamentos dio como resultado un gran aumento en la venta de medicamentos durante los siguientes meses.